# Móricz Zsigmond körtér (Budapests tunnelbana)
Móricz Zsigmond körtér är en tunnelbanestation på linje M4 i Budapests tunnelbanesystem som invigdes i mars 2014. Den ligger under torget Móricz Zsigmond körtér som även är en knutpunkt för Budapests spårväg.

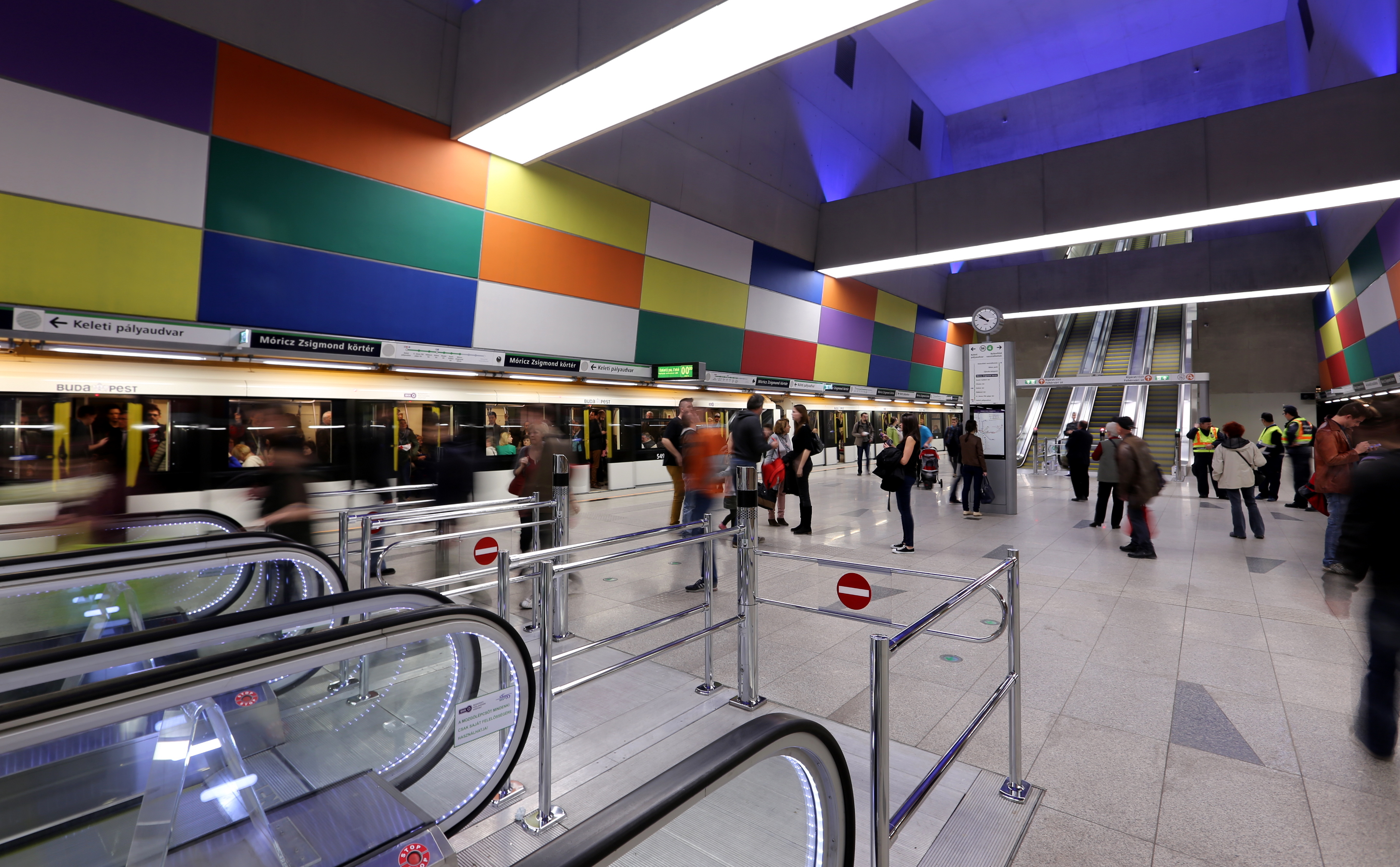
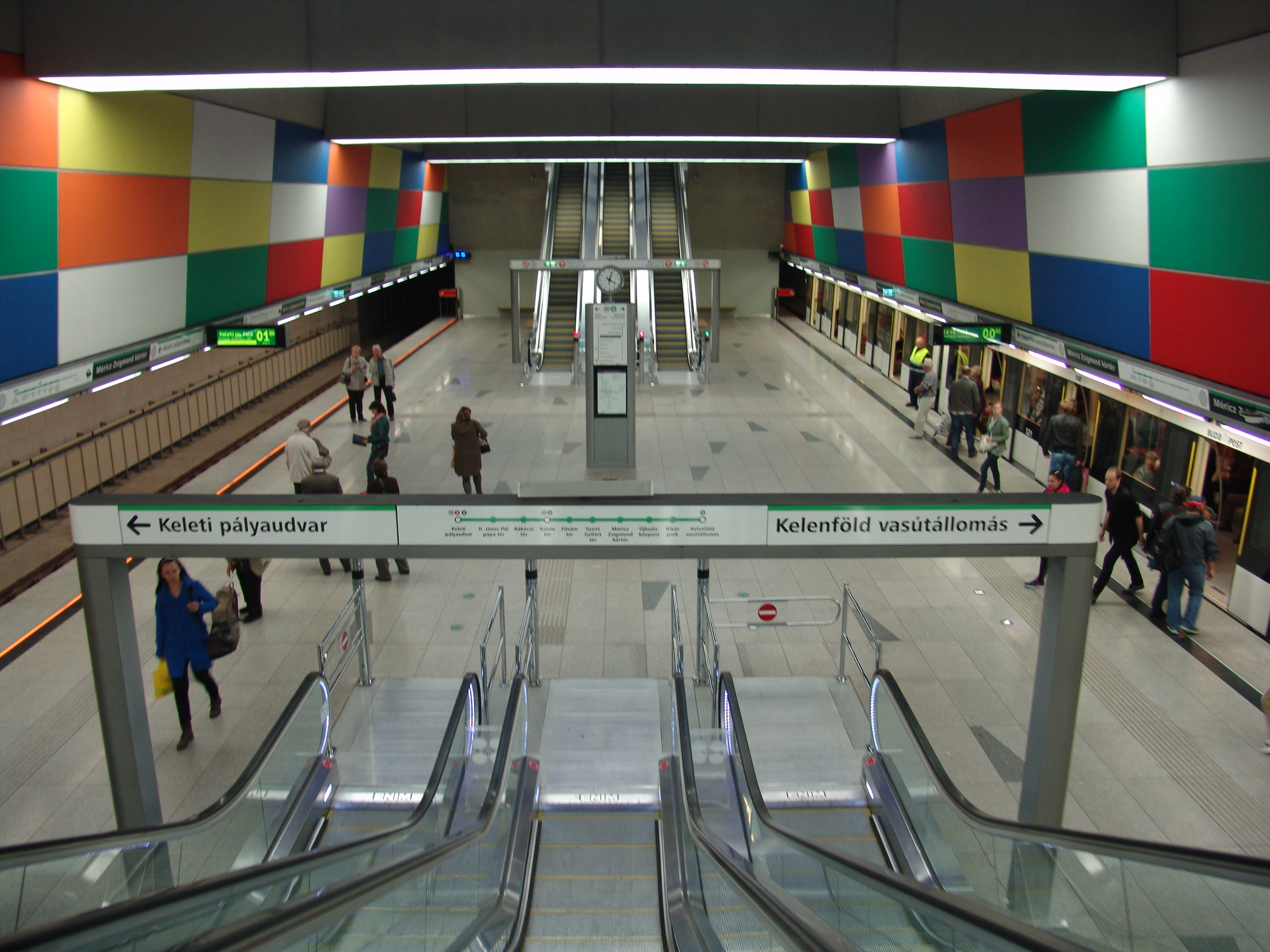
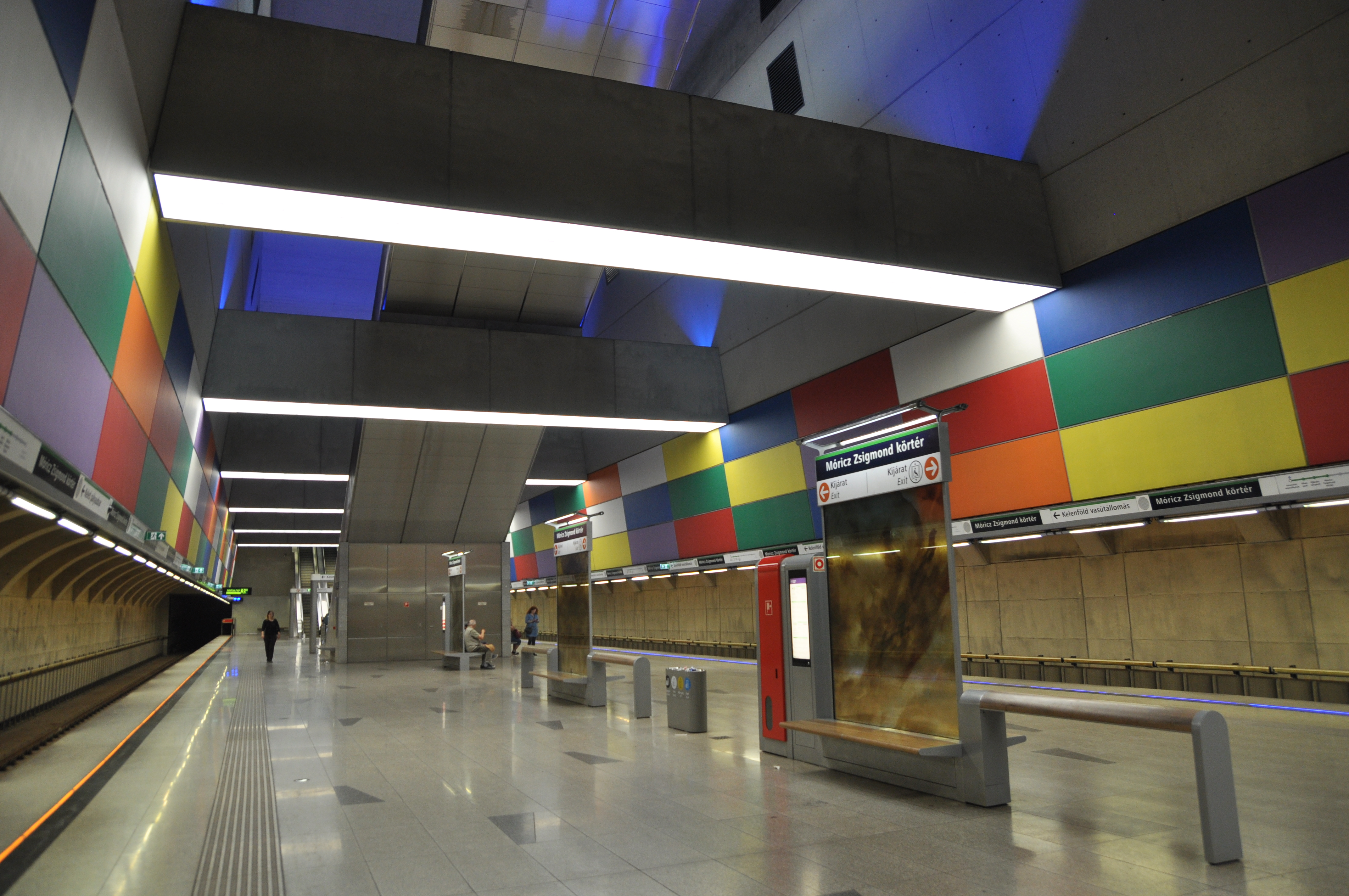